# Комарники
Кома́рники — село в Україні, у Самбірському районі Львівської області, розкидане на площі 40 км².

## Географія
Село розташоване за 25 км від Турки, за 19 км від залізничної станції Нижня Яблунька.
Розкинулися Комарники в долині річки Стрий і її приток, одна з яких річка Дживні. Оточені високими горами. У південно-західній стороні села підноситься гора Зелені висотою 877 метрів, над південно-східною окраїною  височить гора Маґура (1013 метрів), а в самому центрі села — гора Кичера висотою 793 м.
У південній частині села потік Ріг впадає у річку Стрий.
Комарники займають обширну територію, приблизно 45 квадратних кілометрів, мають форму ромба і простягаються зі сходу на захід на 8 км, а з півдня на північ — на 6 км.
До складу села здавна входило багато хуторів. У «Словнику географічному Королівства Польського та інших слов'янських країв» за 1880 р. зафіксовано сім найбільших на той час хуторів: Зворець, Дівчий, Буковинка, Ровінь, Закичера, Лазок, Ясінь. Серед менших названо Ботивський потік, Береговець, Яцькова, Копчин.
Колишні присілки Буковинка, Закичера і Зворець стали окремими селами, і підпорядковуються Комарницькій сільській раді.

## Історія

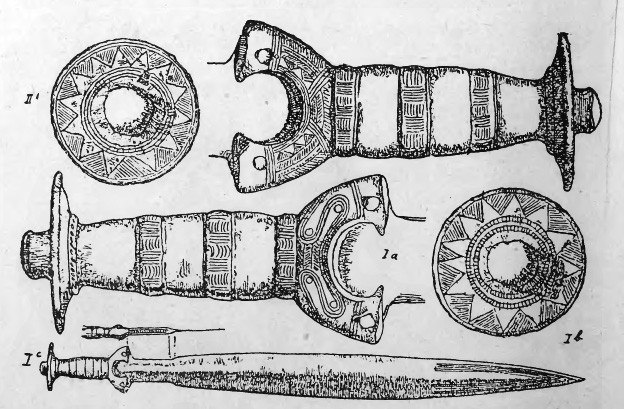
Бронзові мечі, знайдені в Комарниках, — цілий меч, ручки і головки мечів

Початки історії села досить давні. Першу письмову згадку, яка дійшла з 1493 р., аж ніяк не можна вважати офіційною датою заснування села. Воно набагато старше і для такого твердження є вагомі аргументи. Передісторичні кургани, що були відкриті тут археологами, знайдені знаряддя праці, римські монети, камінь із старовинним написом з урочища Чертіж та 12 бронзових мечів, що відносяться до 1200—1000 рр. до н. е., свідчать про те, що терени Комарників були притулком для людей ще в давнину.
За часів короля Зигмунда I Старого Думка Височанський подарував одному із своїх синів Верхнє Висоцьке, другому — Комарники, а третьому — Матків з Івашківцями. Парох Комарників Щасний Саламон твердив, що ще в 1880 році бачив у Верхньому Висоцьку фундаційний лист, який документально закріпив цей дар багатого дідича своїм синам.
Комарники є гніздом шляхетного роду Комарницьких, витоки якого пов'язують з угорським графом Іваном Волохом. Першим з-поміж членів цієї родини в документах згаданий Федько в 1493 р., роком пізніше — Яцько.
Комарницькі мали придомки: Тадорович, Федькович, Яцькович, Онофрикович, Дудич, Лико, Михалкович, Петрашович, Ванчович та ін.
В 1506 році король Олександр привілеєм, виданим у Любліні, віддає землі шляхтичам Сашкові і Гадурові Комарницьким, Васконові Турянському і Дмитру (Думці) Височанському — спадкоємцям сіл Комарники, Тур'є і Висоцьке.
Перша письмова згадка про школу в Комарниках відноситься до 1853 р. Школа функціонувала при церкві на хуторі Зворець. У ній помічник священика І.Чижевич навчав 14 дітей. Лише у 1878 р. жителі села за власний кошт збудували в селі школу.
В ході Першої світової війни фронт двічі проходив через Комарники. Перший раз з осені 1914 року до весни наступного року, коли наступали російські війська, вдруге — навесні 1915 р., коли розпочався контрнаступ австро-німецьких військ. Воєнні дії завдали великої шкоди. Згоріло чимало житлових і господарських будівель, серед жителів були вбиті та поранені. До того ж австрійська жандармерія заарештувала і відправила в концентраційний табір Талєргоф 40 жителів села, звинувативши їх у москвофільстві. З фронтів війни в село не повернулося більше 50 чоловіків.
У міжвоєнний період польська влада проводила в Східній Галичині політику полонізації, гальмувала розвиток національної освіти, закривала українські школи. У 1924 р. прийнято дискримінаційний закон Грабського, згідно якого основним типом школи стали двомовні, так звані утраквістичні, які, по суті, були, польськими школами. У 1925 р. утраквістичними стали й обидві школи в Комарниках. Більш свідомі українці села виступили на захист свого права навчати дітей рідною мовою. Проводився збір декларацій за українську мову викладання у школах. Однак польська адміністрація на це не звертала уваги.
Значних людських втрат зазнало село у роки Другої світової війни. На примусові роботи в Німеччину й Австрію було вивезено 317 жителів села. Деякі з них загинули на чужині, частина ж, побоюючись репресій, подалися шукати кращої долі в країни Західної Європи.
У 1942–1943 рр. гітлерівці знищили близько 60 євреїв, жителів Комарників. Врятуватися вдалося одиницям.
Восени 1944 р., коли радянські війська знову зайняли Галичину, з Комарників внаслідок мобілізації на фронт було відправлено 178 юнаків і молодих чоловіків, 69 з них загинули в боях. У пам'ять про них 1967 року встановлено обеліск.
У перші повоєнні роки частина жителів села брала участь у  боротьбі зі сталінським тоталітарним режимом, який поновлювався у західних областях України. З тими, хто допомагав Українській Повстанській Армії продуктами чи одягом, жорстоко розправлялися. Їх зараховували до «бандпосібників» і репресували. Серед таких із села Комарники було близько 30 осіб. Не всі вони повернулися із заслання додому. Чимало з них померло в тюрмах і таборах. Загалом у 1939–1953 рр. загинуло понад 200 жителів Комарників переважно молодого віку.
У радянський період в селі діяв центр колгоспу ім. Горького, за яким закріплено 2427 га сільгоспугідь, у т. Ч. 1354 га орної землі, 804 га лісу. М'ясо-молочний напрямок. Були швейна і взуттєва майстерні. Функціонували дві восьмирічні школи, два народні доми, дві бібліотеки з книжковим фондом понад 18000 примірників, 4 медичні пункти, відділення зв'язку.

## Церкви
Дерев'яна церква св. Миколая, споруджена 1817 року. Входить у перелік пам'яток архітектури національного значення. Триверха, належить до бойківського типу. Три квадратні зруби оперізані широким піддашшям, спертим на виступи вінців зрубів. До вівтаря по обидва боки прилягають вузькі ризниці (південна добудована у 1991 році). Церква увінчана трьома пірамідальними наметовими верхами з двома заломами над вівтарем і бабинцем та трьома над навою, з подвійними маківками і хрестами, ґанок засклений. Стіни підопасання ошальовані вертикально дошками, надопасання — пластмасовою вагонкою, заломи — бляхою.
Поруч стоїть триярусна дерев'яна дзвіниця, датована 1817 роком. Спершу це були ворота для входу на подвір'я церкви, які початку XX ст. перебудували на дзвіницю. На другому ярусі влаштована каплиця з обхідною галереєю замість піддашшя. Дах з більшим восьмериком в центрі і меншими на рогах завершеними стіжками з маківками і хрестами. Простір між дзвіницею і церквою перекритий пластмасовим дахом на металевих стовпах.
Окрім церкви, у Комарниках стоїть старий недобудований костел Успіння Пресвятої Діви Марії.
З 1743 року місцеві римо-католики належали до парафії у Турці, якою опікувались оо.єзуїти. Від початку XX століття Комарники увійшли до складу парафії св. Роха у Борині.
Будівництва костелу у 1930-х роках, проводилось в рамках програми полонізації українського населення, хоча до того римо-католиків та поляків у селі не було. У 1936—1939 роках у Комарниках, було частково споруджено філіальну муровану каплицю (місце будівництва освятили 19.07.1936 р., а 13 вересня цього ж року — наріжний камінь). У 1939—1992 роках незавершена святиня, поділена на поверхи, була колгоспним складом. 27 листопада 2004 року єпископ Мар'ян Бучек освятив відновлений зі середини костел.
Комарники обслуговують дієцезіальні священики з парафії Успіння Пресвятої Діви Марії у Турці.

## Інфраструктура
У селі функціонує екологічний туризм — діє двоповерхова екосадиба «Валентина».

## Відомі люди

### В селі народилися
- Гнат Зубрицький — учасник національно-визвольних змагань 1918—1921 рр., учасник бою під Крутами, старшина Запорізької дивізії армії УНР.
- Комарницький Микола Ярославович (25.V.1948) — математик, д-р фіз.- мат. наук (Теоретико-модельні властивості класів кілець та модулів, визначених скрутом або радикалом, 1997), проф. (2002). У 1971–72 співроб. відділу алгебри Фіз.-мех. ін-ту; з 2002 зав. каф. алгебри і логіки, 1992–99 заст. декана мех.-мат. ф-ту Львівського університету.
- Степан Попель — один із найкращих українських шахістів (чемпіон Львова 1929, чемпіон Галичини у 1928, 1942).
- Саламон Щасний — греко-католицький священник, публіцист, український фольклорист.

### В селі загинули
• «Байда» (нар. ? — † 17.02.1945) — провідник підрайонний (села Багнувате, Риків і Ільник) ОУН(р), загинув у бою між селами Комарники, Задільське, Росохач, разом з ним загинули «Юрій», Федір Іжик і ще 8 повстанців;